# La residencia de los hermanos Krstić
La residencia de los hermanos Krstić se encuentra en Belgrado, en la calle Kralja Milutina 5, desde el año 1973 y tiene el estatus de monumento nacional.
La residencia de los hermanos Krstić fue construida al final del siglo XIX como edificio residencial. Supuestamente, el autor del proyecto pudo haber sido el arquitecto Jovan Ilkić y esta suposición está basada en unos elementos decorativos. Poco después de que la construcción fuera terminada, la familia Krstić se mudó al edificio, donde nacieron los famosos arquitectos Petar y Branko.
La residencia de los hermanos Krstić es uno de los pocos edificios residenciales pequeños que fue conservado en el territorio entre Terazije y Plaza Slavija. Petar y Branko Krstić empezaron su carrera con el proyecto premiado para el Pabellón de Yugoslavia en la exposición de Filadelfia en el año 1925. Luego, con la solución premiada para el Templo de San Sava en 1927. Pertenecían al grupo de los arquitectos del movimiento moderno y su obra colectiva incluye decenas de construcciones proyectadas y realizadas, entre las cuales se encuentran el Edificio del Banco Agrario, la Iglesia de San Marcos y el Palacio del Higúmeno. La casa fue renovada en la primera década del siglo XXI.

## Historia
La residencia de los hermanos Krstić fue construida alrededor del año 1895. El contratista de obras era Gavra Sabovljević; él construyó el edificio para que fuera ”casa de alquiler‟, pero pronto la vendió a los padres de los hermanos Krstić. En la casa nacieron Petar (1899) y Branko Krstić (1902). Su padre murió muy tempranamente, en el año 1904. Cuando terminaron su formación, los hermanos Krstić trabajaron en los cuartos que daban al patio, mientras que los cuartos residenciales daban a la calle. En el edificio trasero, que fue anexado justo después de la Primera Guerra Mundial, Milan Sekulić, M. Petrović-Obućina y Dragiša Brašovan formaron la agencia de proyectos y construcción “Arhitekt”. El nuevo dueño vino oficialmente en la mitad de los años cincuenta, cuando murió la madre, y Petar y Branko Krstić formaron sus propias familias. Tiempo más tarde ocurrió la repartida de las propiedades en dos partes ideales, sin ningún cambio en la disposición del espacio.

## Descripción
El edificio en la calle Kralja Milutina 5, en Belgrado es un edificio familiar bajo con cuatro habitaciones, desarrolladas cerca del vestíbulo, y las secciones en el sótano, que sirven como habitaciones auxiliares. El equipo del apartamento es habitual, pero el suelo y el zócalo en el vestíbulo están hechos de mármol. Una habitación tiene un techo casete de madera.

## Importancia
La residencia de los hermanos Krstić representa uno de los pocos edificios residenciales pequeños conservados en el territorio entre Terazije y la plaza Slavija. Teniendo en cuenta la presencia del astrágalo alrededor de la ventana, se puede suponer que el autor del edificio era el arquitecto Јovan Ilkić. El valor del edificio proviene del hecho que se trata de un ambiente conservado en el cual se hacía valiosa obra de arquitectura de los famosos hermanos Petar y Branko Krstić. Por lo tanto, tiene un valor histórico-cultural. La residencia de los hermanos Krstić fue proclamada patrimonio cultural en 1973 (solución de la institución de protección de patrimonio cultural de Belgrado, número. 491/1 desde 10.4.1973).